# Ilaria Ghisalberti
Ilaria Ghisalberti (20 settembre 2000) è una sciatrice alpina italiana.

## Biografia
Originaria di Zogno e attiva dal novembre del 2016, Ilaria Ghisalberti ha esordito in Coppa Europa il 14 dicembre 2017 ad Andalo in slalom gigante (45ª) e in Coppa del Mondo il 17 ottobre 2020 a Sölden nella medesima specialità, senza qualificarsi per la seconda manche; sempre in slalom gigante il 10 marzo 2024 ha conquistato a Ål la prima vittoria, nonché primo podio, in Coppa Europa. Non ha preso parte a rassegne olimpiche o iridate.

## Palmarès

### Coppa del Mondo
- Miglior piazzamento in classifica generale: 91ª nel 2025

### Coppa Europa
- Miglior piazzamento in classifica generale: 15ª nel 2024
- Vincitrice della classifica di slalom gigante nel 2024
- 2 podi:
  - 1 vittoria
  - 1 terzo posto

#### Coppa Europa - vittorie
| Data          | Località | Paese    | Specialità |
| ------------- | -------- | -------- | ---------- |
| 10 marzo 2024 | Ål       | Norvegia | GS         |

Legenda:

GS = slalom gigante

### Campionati italiani
- 1 medaglia:
  - 1 oro (slalom gigante nel 2025)